# Stranka Ivana Pernara
Stranka Ivana Pernara (pokr. SIP) hrvatska je politička stranka osnovana 7. srpnja 2019. godine. Njezin je utemeljitelj Ivan Pernar, bivši saborski zastupnik Živog zida.

## Osnutak
Ivan Pernar izabran je za predsjednika stranke na njezinom inauguracijskom sastanku u Kašini, pri čemu je prikupio 148 glasova članova stranke. Na drugom je mjestu po broju glasova bio Branimir Bunjac s 57 glasova te je imenovan potpredsjednikom stranke.
Tijekom sastanka doneseno je osam prijedloga naziva stranke, pri čemu je prijedlog naziva po njezinu predvodniku dobio tri četvrtine glasova.
Stranku je do 9. listopada 2019. godine organizirao glavni tajnik Ivan Despetović, koji je tada napustio stranku. Prema Despetoviću, stranka je „odlutala od svojih korijena” i zapala u „jeftini populizam”.

## Izbori
Na predsjedničkim izborima 2019. godine SIP kandidira Ivana Pernara, koji osvaja 2,31 % glasova u prvom krugu izbora.
Na parlamentarne izbore 2020. godine SIP izlazi u koaliciji »Dosta pljačke« predvođenoj Živim zidom. U koaliciju su bile uključene SIP, Živi zid, Promijenimo Hrvatsku, Nezavisna lista Stipe Petrine, Hrvatska seljačka stranka, Akcija mladih te Hrvatska stranka svih čakavaca, kajkavaca i štokavaca. Koalicija na izborima nije osvojila niti jedan mandat.

## Vanjske poveznice
- Službena web stranica Stranke Ivana Pernara – SIP. sip.hr. Inačica izvorne stranice arhivirana 18. prosinca 2019. Pristupljeno 18. prosinca 2019.